# Precisió

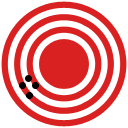
Alta precisió però baixa exactitud.

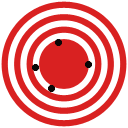
Alta exactitud però baixa precisió.

En estadística, ciència i tecnologia, la precisió d'un valor ve determinada per la dispersió de les diferents mesures realitzades, és a dir, la qualitat d'una mesura de donar valors propers entre si. Cal observar que un resultat molt precís pot no ser exacte, és a dir, pròxim al valor real. Normalment la precisió d'un valor es quantifica mitjançant càlculs estadístics com la desviació estàndard o algun derivat d'aquesta com la variància o la desviació estàndard relativa i l'interval de confiança.
En metrologia s'entén per precisió la capacitat d'un aparell de mesura per donar resultats amb l'error mínim.
En química analítica s'entén que un mètode amb una precisió alta és aquell que permet uns alts graus de repetibilitat (variació en tornar a fer la mateixa anàlisi en les mateixes condicions) i de reproductibilitat (variació del resultat en fer la mateixa anàlisi una altra persona en condicions diferents).